# Famous Blue Raincoat
Famous Blue Raincoat je píseň Leonarda Cohena. Je to šestá skladba na jeho třetím studiovém albu Songs of Love and Hate vydaném v roce 1971. Píseň je napsána ve formě dopisu (mnoho řádků je napsáno v amfibrachu). Text písně vypráví příběh o milostném trojúhelníku mezi mluvčím, ženou jménem Jane a mužským adresátem, který je jen krátce identifikován jako „můj bratr, můj vrah.“

## Pozadí vzniku písně
Text obsahuje odkazy na německou milostnou píseň „Lili Marlene“, na scientologii a také na ulici Clinton Street. Cohen žil na Clinton Street na Manhattanu v 70. letech 20. století, kdy to byla živá latino oblast.
V roce 1994 Cohen řekl, že „to byla píseň, se kterou jsem nikdy nebyl spokojen“. V knize z roku 1999 The Complete Guide to the Music of Leonard Cohen autoři komentují, že Cohenova otázka „Už jsi někdy šel čistý?“ v písni je odkazem na scientologický stav „Clear“. V poznámkách k albu The Best of Leonard Cohen z roku 1975, kde je píseň zahrnuta, zmiňuje, že slavná modrá pláštěnka, o které se zmiňuje, ve skutečnosti patřila jemu, a ne někomu jinému:
| „ | Měl jsem tehdy dobrou pláštěnku Burberry, kterou jsem dostal v Londýně v roce 1959. Elizabeth si myslela, že v ní vypadám jako pavouk. To byl pravděpodobně důvod, proč se mnou do Řecka nejela. Visela na mně hrdinněji, když jsem vyndal podšívku, a dosáhla slávy, když byly roztřepené rukávy opraveny trochou kůže. Věci byly jasné. Věděl jsem, jak se v té době oblékat. Byla ukradeno z Mariannina loftu v New Yorku někdy na začátku sedmdesátých let. Ke konci jsem ji moc nenosil. | “ |

Na albu Songs of Love and Hate hrál Ron Cornelius na kytaru a byl několik let vedoucím Cohenovy kapely. Pro Songfacts řekl: „Hráli jsme tu píseň hodně, než byla vůbec nahrána. Věděli jsme, že to bude velké. Mohli jsme vidět, co dav udělá – hrajete v Royal Albert Hall, dav se zblázní a vy tam opravdu něco říkáte. Kdybych si měl z toho alba vybrat favorita, pravděpodobně by to byl 'Famous Blue Raincoat'.“
Původní nahrávka začíná v tónině A moll, ale během refrénů přechází do C dur. Cohen řekl: „To je hezké. Myslím, že to mám ze španělské hudby, která to tak má.“